# Zelmer (Unternehmen)
Zelmer S.A. war ein polnischer Hersteller von Haushaltsgeräten (1951–2017). Seit 2017 ist die Marke Zelmer im Besitz des spanischen Unternehmens B&B Trends.

## Geschichte
Die Zelmer S.A. wurde 1937 gegründet. Nach dem Überfall auf Polen wurde das Werk von den Deutschen zerstört. Alle Maschinen, Produktionsanlagen und Werkshallen wurden demontiert und zusammen mit Rohstoffen nach Deutschland verbracht. Nach dem Ende des Zweiten Weltkrieges entwickelte sich das Unternehmen zu einem führenden Haushaltsgerätehersteller in Polen.  Bis 1992 als Predom-Zelmer bekannt, von 1992 bis 2001 als Zelmer. Von 2001 bis 2015 Zelmer SA; von 2001 bis 2013 als Aktiengesellschaft der Staatskasse. Im Zuge der Reprivatisierung wurde das Unternehmen 2005 an die Warschauer Wertpapierbörse gebracht. 
Größter Anteilseigner war zu Anfang der polnische Private-Equity-Investor Enterprise Investors mit einem Anteil von 49 Prozent. Im November 2012 gab der deutsche Haushaltsgerätehersteller BSH Hausgeräte bekannt, einen Vertrag zum Kauf der Anteile von Enterprise Investors geschlossen zu haben und ein öffentliches Übernahmeangebot zu unterbreiten. Die Transaktion wurde im März 2013 nach einem öffentlichen Übernahmeangebot mit dem Erwerb von über 97 Prozent des Kapitals an die Zelmer und einem anschließenden Squeeze-out abgeschlossen.
2015–2016 wurde sie unter dem heutigen Namen liquidiert, die Marke Zelmer wurde 2019–2020 aus der Produktion und vom Markt genommen. Zum 1. Januar 2020 verkaufte BSH das Marken- und Nutzungsrecht an der Marke „Zelmer“ an das spanische Unternehmen B&B Trends, das hauptsächlich chinesische Haushaltskleingeräte importierte.
Produktion von Haushaltsgeräten in der ehemaligen Zelmer-Fabrik in Rogoźnica wird derzeit ausschließlich unter anderen Marken des BSH-Konzerns geführt. Der ehemalige Hersteller der Elektromotoren für Zelmer - Firma Zelmotor erweiterte im Jahre 2019 sein Fertigungsprogramm um einige kleine Haushaltsgeräte und vermarktet diese unter der Marke SMAPP.

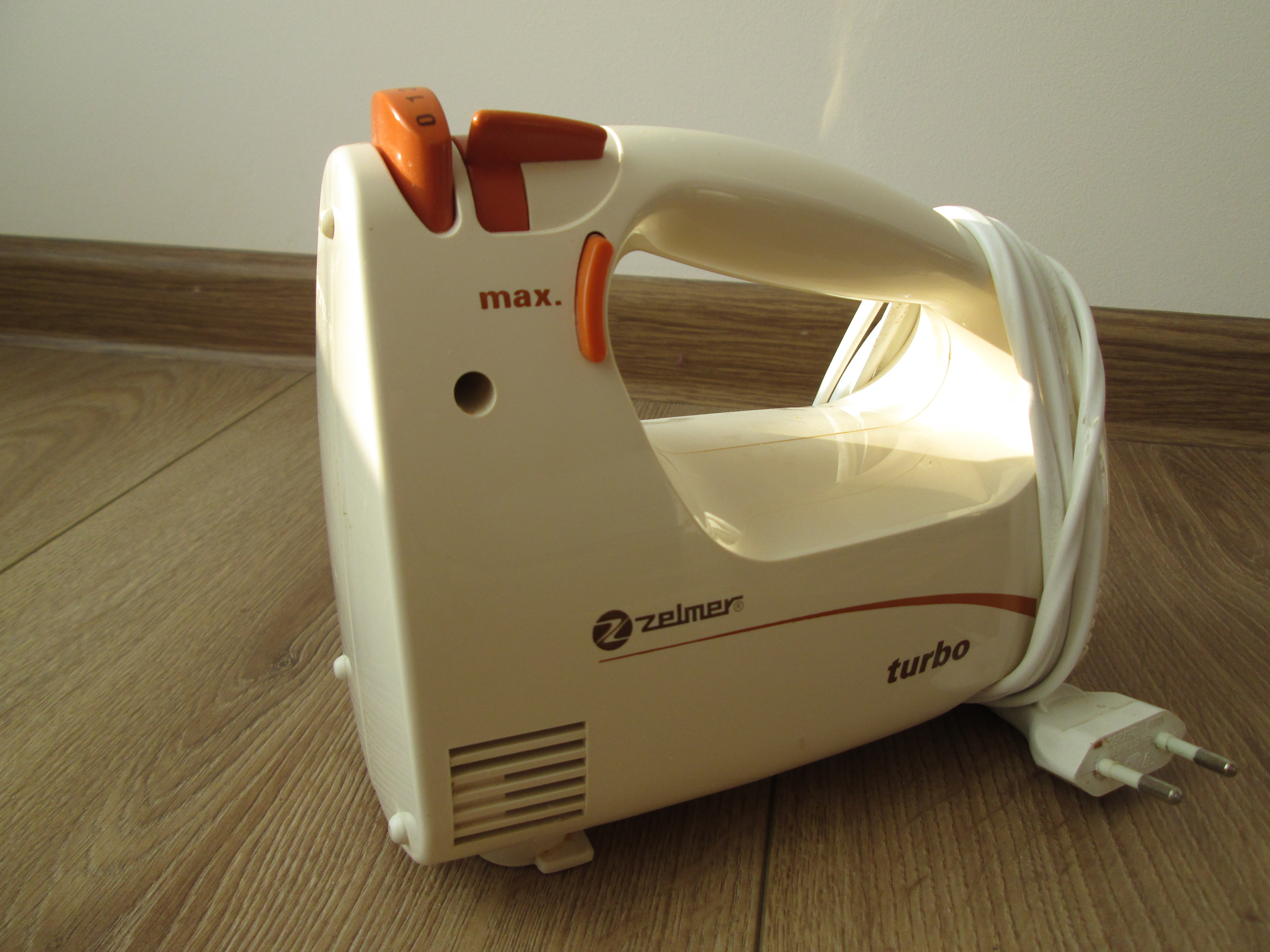
Elektrischer Mixer Typ 181 von Zelmer
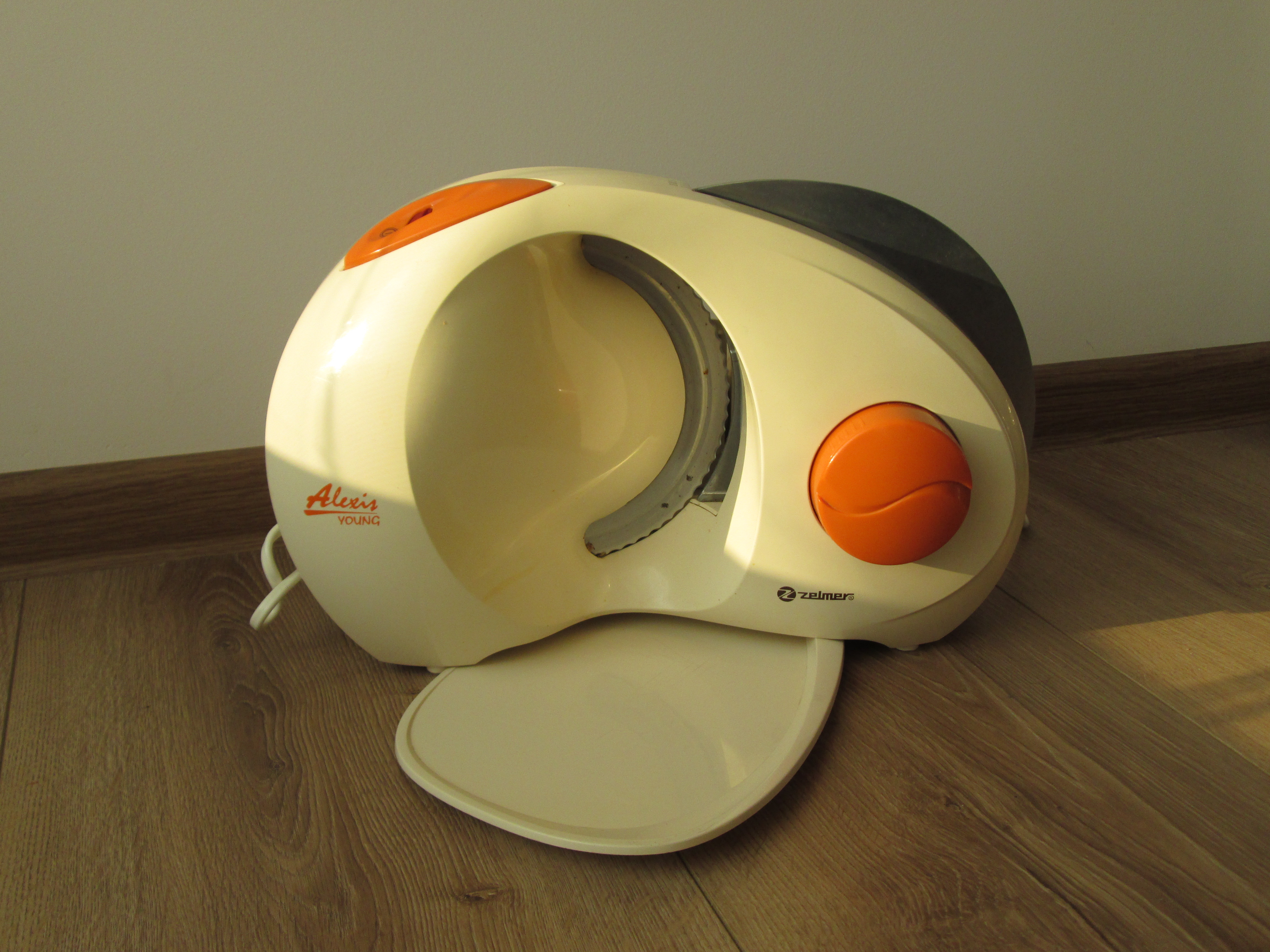
Elektrische Aufschnittschneide- maschine Typ 294 von Zelmer